# Тату Пеккарінен
Тату Пеккарінен (фін. Tatu Pekkarinen, повне ім'я Таветті Пеккарінен (фін. Taavetti Pekkarinen; 6 грудня 1892, Куопіо, Куопіоська губернія, Велике князівство Фінляндське, Російська імперія — 4 липня 1951, Гельсінкі, Фінляндія) — фінський поет-пісняр, письменник, сценарист. У 1920-ті роки був досить популярним куплетистом, виступав у кафе та кінотеатрах. Відомий також тим, що написав пісню «Njet, Molotoff».